# Pelyněk Pančičův

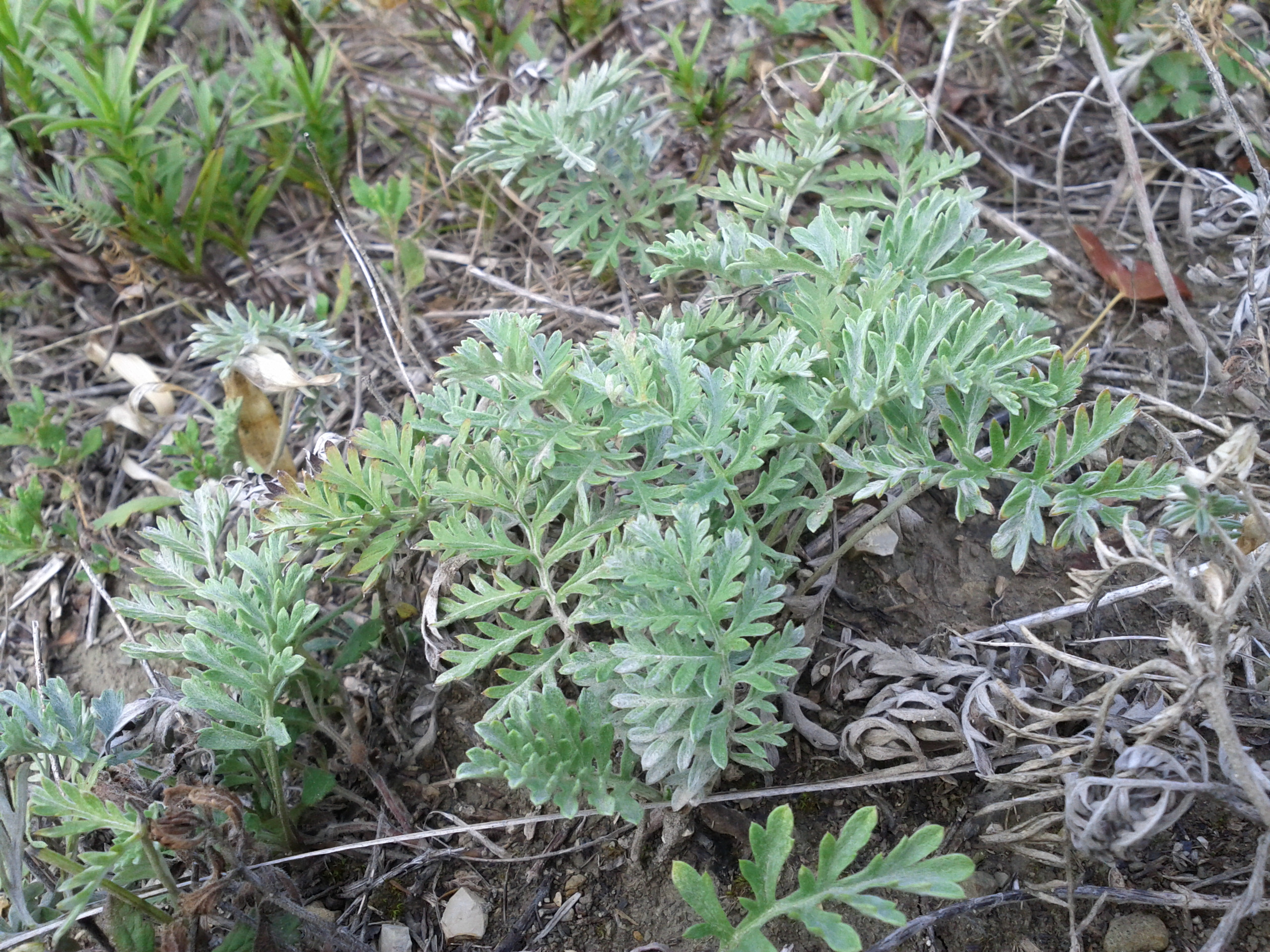
Přízemní listy

Pelyněk Pančičův (Artemisia pancicii) je jednou z nejohroženějších rostlin rostoucích ve Střední Evropě. Tento teplomilný, vytrvalý druh z rodu pelyněk je panonský endemit. Pojmenován je na počest srbského botanika Josifa Pančiće.

## Rozšíření
Vyrůstá roztroušeně v oblasti Panonské nížiny, v současnosti existuje celkem jen deset jeho lokalit. V Rakousku, ve spolkových zemích Dolní Rakousy a Burgenland, je známo šest populací a jedna se nachází v srbské Vojvodině v přírodní památce Deliblatska peščara (Deliblatská poušť). V přilehlém Slovensku a Maďarsku druh neroste.
V České republice bylo v minulosti evidováno šest míst na kterých se pelyněk Pančičův vyskytoval, v současnosti existují jen tři. Všechny se nacházejí na jižní Moravě v okresech Hodonín a Břeclav. První je na Liščím kopci (272 m n. m.) v národní přírodní památce Dunajovické kopce, druhá v národní přírodní rezervaci Pouzdřanská step a třetí v chráněné lokalitě v přírodní rezervace Špidláky (228 m n. m.) u obce Čejč.

## Ekologie
Vytrvalý hemikryptofyt který požaduje suché a teplé stanoviště. Roste na svazích a křovinatých stráních ve stepích a lesostepích, od nížin po nevysoké pahorkatiny, v nejteplejších oblastech Moravy. Preferuje vysychavé, hluboké sprašové půdy s bazickou reakcí a dobře zásobené živinami. Vyhýbá se však jižním expozicím, na všech českých lokalitách roste v mírně zastíněném prostředí.
Pelyněk Pančičův je pravděpodobně pozůstatek poslední doby poledové, kdy tento endemit malého území Panonie vznikl křížením jihosibiřských stepních druhů pelyňků.

## Popis
Vytrvalá bylina s tenkými výběžky z kterých vyrůstají husté porosty sterilních lodyh vysokých 5 až 10 cm nebo jen ojedinělé květné lodyhy které dorůstají do 30 až 90 cm. České i rakouské populace pelyňku Pančičova kvetou jen velmi zřídka. Přízemních listů s dlouhými řapíky bývá od tři do pěti, jsou jedno či dvojnásobně peřenosečné a z obou stran sivě plstnaté. Listy na lodyhách jsou křídlaté, krátce řapíkaté a horní až přisedlé.
Na květonosných lodyhách vyrůstají na krátkých stopkách drobné kulovité nebo zvonkovité květní úbory o průměru asi 3 mm. Bývají seskupeny do 8 až 15 cm vysokého latovitého květenství, jsou nicí a obsahují oboupohlavné žluté kvítky. Zákrovní listeny úborů mají široký suchomázdřitý lem.

## Rozmnožování
Kvítky této dlouhodenní rostliny rozkvétají v srpnu a září, někdy až počátkem října. Jsou autoinkompatibilní, k opylení potřebují pyl rostliny s jiným genomem. Přenos pylu, který má krátkou životnost ovlivňovanou teplotou a vlhkostí vzduchu, obvykle zajišťuje vítr. Pokud dojde k úspěšnímu opylení není ještě vyhráno, k dozrání plodů (nažek) je dále zapotřebí dlouhý a teplý závěr vegetační sezony. Na většině lokalit se druh rozmnožuje vegetativně z kořenových výběžků, vytváří kompaktní polykormony.

## Ohrožení
Pelyněk Pančičův patří k nejohroženějším rostlinám středoevropské flóry. Náleží do skupiny přirozeně vzácných druhů s malým areálem a malou početností jednotlivých populací. Má nízkou úroveň genetické variability, což pravděpodobně souvisí s problémy při pohlavním rozmnožováním a tvorbou nažek.
V České republice je Červeným seznamem cévnatých rostlin z roku 2012 zařazen mezi kriticky ohrožené druhy (C1r), ve stejné kategorii je chráněn vyhláškou MŽP ČR č. 395/1992 Sb. (§1). V soustavě Natura 2000 je zařazen mezi prioritní druhy a je také zahrnut v seznamu přísně chráněných rostlin v Bernské úmluvě.